# Kentrocapros flavofasciatus
Kentrocapros flavofasciatus es una especie de peces de la familia Aracanidae en el orden de los Tetraodontiformes.

## Morfología
Los machos pueden llegar alcanzar los 13 cm de longitud total.

## Hábitat
Es un pez de mar y de clima templado que vive entre 80-360 m de profundidad.

## Distribución geográfica
Se encuentra desde el sur del Japón hasta el Mar de la China Oriental, aunque, a veces, ha sido registrado en Nueva Caledonia.